# Ian Malcolm
Ian Malcolm – postać fikcyjna, jeden z głównych bohaterów powieści i filmu Park Jurajski.
Malcolm był matematykiem, a raczej teoretykiem chaosu, jak sam siebie określał.
Postać ta jest wzorowana na dwóch prawdziwych matematykach i popularyzatorach teorii chaosu. Jego nazwisko to parafraza nazwiska Iana Stewarta, natomiast kontrowersyjny, przypominający gwiazdę rocka styl ubioru jest wzorowany na Heinz-Otto Peitgenie.
John Hammond zaprosił go do Parku Jurajskiego, którego główną atrakcją były żywe dinozaury. Malcolm rychło jednak przepowiadał jego upadek, mimo iż sam miał udział w tworzeniu parku. Niestety miał rację. Został poważnie ranny podczas ataku tyranozaura i uznany przez kilka osób za zmarłego, powraca jednak w kontynuacji powieści – Zaginionym świecie.
W filmie, w którym zagrał go Jeff Goldblum, losy postaci zostały nieco zmienione. Matematyk nie bierze tu udziału w powstaniu parku, a jedynie zostaje zaproszony przez Hammonda. Nie zostaje też tak poważnie ranny podczas ataku tyranozaura. Powraca jako główny bohater filmu Zaginiony świat: Jurassic Park i pojawia się epizodycznie w Jurassic World: Upadłym królestwie. Ponownie odgrywa większą rolę w ostatniej części trylogii, Jurassic World: Dominion, gdzie pracuje dla firmy BioSyn Lewisa Dodgsona.